# Eleições estaduais na Paraíba em 2018
As eleições estaduais na Paraíba em 2018 ocorreram em 7 de outubro como parte das eleições gerais em 26 estados e no Distrito Federal. Foram eleitos o governador João Azevêdo, a vice-governadora Lígia Feliciano, os senadores Veneziano Vital e Daniella Ribeiro, além de 12 deputados federais e 36 estaduais. Caso nenhum candidato a governador assegurasse metade mais um dos votos válidos, um segundo turno seria disputado em 26 de outubro, porém a vitória do candidato do PSB inviabilizou sua realização. Foi a primeira vez desde 1998 que uma eleição estadual na Paraíba era decidida ainda no primeiro turno.
Segundo a Constituição, o governador Ricardo Coutinho (PSB), eleito em 2010 e reconduzido ao Palácio da Redenção em 2014 não poderia concorrer a um terceiro mandato.

## Candidatos

### Governador e vice-governador
5 candidatos disputaram o governo da Paraíba em 2018. Nomes como os de Luciano Cartaxo, Romero Rodrigues e do senador Cássio Cunha Lima foram cogitados, mas eles optaram em, respectivamente, continuar nas prefeituras de João Pessoa e Campina Grande e tentar a reeleição ao Senado.
| Candidatos             | Candidatos à vice          | Número eleitoral | Coligação                                                                                            | Cargos anteriores | Tempo de horário eleitoral |
| ---------------------- | -------------------------- | ---------------- | --- | --- | -------------------------- |
| José Maranhão (MDB)    | Bruno Roberto (PR)         | 15               | "Porque o Povo Quer" (MDB, PR e PATRI)                                                               | Senador pela Paraíba (2003—2009 e desde 2015); Governador da Paraíba (1995—2002 e 2009—2010); Vice-governador da Paraíba (1995); Deputado federal pela Paraíba (1983–1994); Deputado estadual pela Paraíba (1955—1969)                    | 1 minuto e 57 segundos     |
| Rama Dantas (PSTU)     | Emanuel Candeia (PSTU)     | 16               | PSTU (sem coligação)                                                                                 | Nunca exerceu cargos públicos; candidata a vereadora em João Pessoa em 2012 e 2016; candidata ao Senado em 2014 | 10 segundos                |
| João Azevedo (PSB)     | Lígia Feliciano (PDT)      | 40               | "A Força do Trabalho" (PSB, PDT, PT, DEM, PTB, PRP, PODE, PRB, PCdoB, AVANTE, PPS, REDE, PMN e PROS) | Secretário de Infraestrutura e Recursos Hídricos da Paraíba (até 2018); chefe de Gabinete da Sedurb (2005); secretário de Planejamento da Prefeitura de Bayeux (2004); secretário de Serviços Urbanos da Prefeitura de João Pessoa (1988) | 3 minutos e 31 segundos    |
| Lucélio Cartaxo (PV)   | Micheline Rodrigues (PSDB) | 43               | "Força da Esperança" (PV, PSDB, PP, PSD, PSC, SD, DC, PRTB, PHS, PTC, PSL e PPL)                     | Superintendente da Companhia Brasileira de Transportes Urbanos (CBTU) em João Pessoa; ex-presidente da Companhia Docas; candidato ao Senado em 2014                                                                                       | 3 minutos e 4 segundos     |
| Tárcio Teixeira (PSOL) | Adjany Simplício (PSOL)    | 50               | "Construir Poder Popular" (PSOL, PCB e UP*)                                                          | Assistente social e Presidente do PSOL-PB; candidato a vereador em João Pessoa em 2016; candidato a governador em 2014 | 16 segundos                |

* O PCB e a Unidade Popular pelo Socialismo (partido não registrado à época) apoiaram informalmente a candidatura de Tárcio Teixeira.

### Senadores
| Candidatos               | Suplentes                                               | Número eleitoral | Coligação                                                                                            | Cargos anteriores | Tempo de horário eleitoral |
| ------------------------ | ------------------------------------------------------- | ---------------- | --- | --- | -------------------------- |
| Daniella Ribeiro (PP)    | 1º: Diego Tavares (PV) 2º: Nailde Panta (PP)            | 111              | "Força da Esperança" (PV, PSDB, PP, PSD, PSC, SD, DC, PRTB, PHS, PTC, PSL e PPL)                     | Deputada estadual pela Paraíba (desde 2011); candidata à prefeita de Campina Grande em 2012; vereadora de Campina Grande (2008—2010); candidata à vice-prefeita de Campina Grande em 2004                                                            |                            |
| Luiz Couto (PT)          | 1º: Edvaldo Rosas (PSB) 2º: Alexandre Santiago (PRP)    | 134              | "A Força do Trabalho" (PSB, PDT, PT, DEM, PTB, PRP, PODE, PRB, PCdoB, AVANTE, PPS, REDE, PMN e PROS) | Deputado federal pela Paraíba (desde 2003); Deputado estadual pela Paraíba (1995—2002); candidato a prefeito de João Pessoa em 1996 e 2000 |                            |
| Roberto Paulino (MDB)    | 1º: Higor Fialho (MDB) 2º: Ariano Fernandes* (PATRI)    | 151              | "Porque o Povo Quer" (MDB, PR e PATRI)                                                               | Candidato a vice-governador da Paraíba em 2014; candidato a deputado federal em 2010; Governador da Paraíba (2002); Vice-governador da Paraíba (1999—2002); Deputado federal pela Paraíba (1995—1998); Prefeito de Guarabira (1977—1982 e 1989—1992) |                            |
| Veneziano Vital (PSB)    | 1º: Ney Suassuna* (PRB) 2º: Suely Santiago (PTB)        | 400              | "A Força do Trabalho" (PSB, PDT, PT, DEM, PTB, PRP, PODE, PRB, PCdoB, AVANTE, PPS, REDE, PMN e PROS) | Deputado federal pela Paraíba (desde 2015); Prefeito de Campina Grande (2005—2012); Candidato a deputado federal em 2002 e 1998; Vereador de Campina Grande (1997—2004); candidato a vereador de Campina Grande em 1992                              |                            |
| Cássio Cunha Lima (PSDB) | 1º: Eva Gouveia (PSD) 2º: Isa Arroxelas (PSDB)          | 456              | "Força da Esperança" (PV, PSDB, PP, PSD, PSC, SD, DC, PRTB, PHS, PTC, PSL e PPL)                     | Senador pela Paraíba (desde 2011); candidato a governador em 2014; Governador da Paraíba (2003—2009); Prefeito de Campina Grande (1989—1992 e 1997—2002); Deputado federal (1987—1989 e 1995—1996); Superintendente da Sudene (1993—1994)            |                            |
| Nelson Júnior (PSOL)     | 1º: Fabiano Galdino (PSOL) 2º: Alécio Costa (PSOL)      | 500              | "Construir Poder Popular" (PSOL, PCB e UP)                                                           | Professor da Universidade Estadual da Paraíba e presidente da Associação dos Docentes (ADUEPB); candidato a vereador de João Pessoa em 2016; candidato ao Senado em 2014; candidato a governador em 2010                                             |                            |
| Nivaldo Mangueira (PSOL) | 1º: Leonardo Padilha (PSOL) 2º: Marcílio Correia (PSOL) | 505              | "Construir Poder Popular" (PSOL, PCB e UP)                                                           | Candidato a deputado estadual em 1998, 2002, 2006 e 2010 (pelo Rio Grande do Norte); candidato a vereador de Passa-e-Fica (2008); candidato a vereador de Campina Grande em 2000, 2004 e 2012                                                        |                            |

* Ariano Fernandes substituiu o segundo suplente da coligação, Celso Alves (MDB). Ele não disputava uma eleição desde 2010, quando foi candidato à deputado estadual para disputar o quinto mandato.

* Ney Suassuna substituiu o primeiro suplente da coligação, João Teodoro (DEM), que renunciou à disputa. Ele não concorria a um cargo eletivo desde 2006, quanto foi candidato à reeleição para o Senado e ficou em segundo lugar.

## Pesquisas de intenção de voto

### Primeiro turno

#### Governo do Estado
| Divulgação             | Instituto | Margem de erro | Candidato     | Candidato      | Candidato    | Candidato       | Candidato   | Brancos ou Nulos | Nenhum ou Não sabe |
| Divulgação             | Instituto | Margem de erro | Azevêdo (PSB) | Maranhão (MDB) | Cartaxo (PV) | Teixeira (PSOL) | Rama (PSTU) | Brancos ou Nulos | Nenhum ou Não sabe |
| ---------------------- | --------- | -------------- | ------------- | -------------- | ------------ | --------------- | ----------- | ---------------- | ------------------ |
| 24 de agosto de 2018   | Ibope     | ±3%            | 17%           | 31%            | 18%          | 3%              | 0%          | 23%              | 8%                 |
| 19 de setembro de 2018 | Ibope     | ±3%            | 32%           | 28%            | 19%          | 2%              | 0%          | 15%              | 4%                 |
| 05 de outubro de 2018  | Ibope     | ±3%            | 42%           | 27%            | 16%          | 1%              | 1%          | 9%               | 3%                 |

### Senado Federal
Levando em conta que para o senado o eleitor irá votar duas vezes, as pesquisas possuem um universo de 200%
| Período da pesquisa | Instituto | Margem de erro | Candidato     | Candidato       | Candidato  | Candidato     | Candidato     | Candidato     | Candidato      | Brancos ou Nulos | Não sabe |
| Período da pesquisa | Instituto | Margem de erro | Cássio (PSDB) | Veneziano (PSB) | Couto (PT) | Daniella (PP) | Paulino (MDB) | Nélson (PSOL) | Nivaldo (PSOL) | Brancos ou Nulos | Não sabe |
| ------------------- | --------- | -------------- | ------------- | --------------- | ---------- | ------------- | ------------- | ------------- | -------------- | ---------------- | -------- |
| 16/09 a 18/09/2018  | Ibope     | ±3%            | 40%           | 34%             | 26%        | 20%           | 12%           | 2%            | 2%             | 48%              | 16%      |

## Debates
| Data           | Organizadores                                       | Mediador         | João Azevêdo (PSB) | Lucélio Cartaxo (PV) | José Maranhão (MDB) | Tárcio Teixeira (PSOL) | Rama Dantas (PSTU) |
| -------------- | --------------------------------------------------- | ---------------- | ------------------ | -------------------- | ------------------- | ---------------------- | ------------------ |
| 13 de agosto   | TV Arapuan (RedeTV!)                                | Heron Cid        | Presente           | Presente             | Presente            | Presente               | Não convidada      |
| 16 de agosto   | TV Manaíra (Band)                                   | Rejane Negreiros | Presente           | Presente             | Presente            | Presente               | Presente           |
| 20 de agosto   | TV Master                                           | Alex Filho       | Presente           | Presente             | Presente            | Presente               | Presente           |
| 30 de agosto   | TV Sol                                              | Eudo Nicolau     | Presente           | Presente             | Presente            | Presente               | Não convidada      |
| 19 de setembro | TV Borborema (SBT)                                  | Kalilka Vólia    | Presente           | Presente             | Presente            | Presente               | Presente           |
| 28 de setembro | TV Correio (RecordTV)                               | Hermes de Luna   | Presente           | Presente             | Presente            | Presente               | Presente           |
| 28 de setembro | TV Cabo Branco (Rede Globo)/TV Paraíba (Rede Globo) | Ernesto Paglia   | Presente           | Presente             | Presente            | Presente               | Não convidada      |

## Resultados

### Governador
| Candidatos a governador do estado | Candidatos a vice-governador | Número | Coligação                                                                                          | Votação   | Percentual |
| --------------------------------- | ---------------------------- | ------ | -------------------------------------------------------------------------------------------------- | --------- | ---------- |
| João Azevêdo PSB                  | Lígia Feliciano PDT          | 40     | A Força do Trabalho (PSB, PDT, PT, DEM, PTB, PRP, PODE, PRB, PCdoB, AVANTE, PPS, REDE, PMN e PROS) | 1.119.758 | 58,18%     |
| Lucélio Cartaxo PV                | Micheline Rodrigues PSDB     | 43     | Força da Esperança (PV, PSDB, PP, PSD, PSC, SD, DC, PRTB, PHS, PTC, PSL e PPL)                     | 450.525   | 23,41%     |
| José Maranhão MDB                 | Bruno Roberto MDB            | 15     | Porque o Povo Quer (MDB, PR e PATRI)                                                               | 335.604   | 17,44%     |
| Tárcio Teixeira PSOL              | Adjany Simplício PSOL        | 50     | Construir Poder Popular (PSOL, PCB e UP)                                                           | 15.522    | 0,81%      |
| Rama Dantas PSTU                  | Emanuel Candeia PSTU         | 16     | PSTU (sem coligação)                                                                               | 3.146     | 0,16%      |

### Senador
| Candidatos a senador da República | Candidatos suplente                         | Número | Coligação                                                                                          | Votação | Percentual |
| --------------------------------- | ------------------------------------------- | ------ | -------------------------------------------------------------------------------------------------- | ------- | ---------- |
| Veneziano Vital PSB               | Ney Suassuna PRB Suely Santiago PTB         | 400    | A Força do Trabalho (PSB, PDT, PT, DEM, PTB, PRP, PODE, PRB, PCdoB, AVANTE, PPS, REDE, PMN e PROS) | 844.786 | 24,63%     |
| Daniella Ribeiro PP               | Diego Tavares PV Nailde Panta PP            | 111    | Força da Esperança (PV, PSDB, PP, PSD, PSC, SD, DC, PRTB, PHS, PTC, PSL e PPL)                     | 831.701 | 24,25%     |
| Luiz Couto PT                     | Edvaldo Rosas PSB Alexandre Santiago PRP    | 134    | A Força do Trabalho (PSB, PDT, PT, DEM, PTB, PRP, PODE, PRB, PCdoB, AVANTE, PPS, REDE, PMN e PROS) | 792.420 | 23,10%     |
| Cássio Cunha Lima PSDB            | Eva Gouveia PSD Isa Arroxelas PSDB          | 456    | Força da Esperança (PV, PSDB, PP, PSD, PSC, SD, DC, PRTB, PHS, PTC, PSL e PPL)                     | 601.343 | 17,53%     |
| Roberto Paulino MDB               | Higor Fialho MDB Ariano Fernandes PATRI     | 151    | Porque o Povo Quer (MDB, PR e PATRI)                                                               | 262.998 | 7,67%      |
| Nelson Júnior PSOL                | Fabiano Galdino PSOL Alécio Costa PSOL      | 500    | Construir Poder Popular (PSOL, PCB e UP)                                                           | 82.153  | 2,40%      |
| Nivaldo Mangueira PSOL            | Leonardo Padilha PSOL Marcílio Correia PSOL | 500    | Construir Poder Popular (PSOL, PCB e UP)                                                           | 14.461  | 0,42%      |

## Deputados federais eleitos
São relacionados os candidatos eleitos com informações complementares da Câmara dos Deputados. Ressalte-se que os votos em branco eram considerados válidos para fins de cálculo do quociente eleitoral nas disputas proporcionais até 1997 quando essa anomalia foi banida de nossa legislação.
| Deputados federais eleitos | Partido | Votação | Percentual | Cidade onde nasceu   | Unidade federativa |
| Gervásio Maia              | PSB     | 146.860 | 7,38%      | São Paulo            | São Paulo          |
| Aguinaldo Ribeiro          | PP      | 120.220 | 6,04%      | Campina Grande       | Paraíba            |
| Wellington Roberto         | PR      | 107.465 | 5,40%      | São José de Piranhas | Paraíba            |
| Damião Feliciano           | PDT     | 100.876 | 5,07%      | Campina Grande       | Paraíba            |
| Hugo Motta                 | PRB     | 92.468  | 4,65%      | João Pessoa          | Paraíba            |
| Frei Anastácio             | PT      | 91.408  | 4,59%      | Esperança            | Paraíba            |
| Wilson Santiago            | PTB     | 86.208  | 4,33%      | Uiraúna              | Paraíba            |
| Pedro Cunha Lima           | PSDB    | 76.754  | 3,86%      | Campina Grande       | Paraíba            |
| Efraim Filho               | DEM     | 76.089  | 3,82%      | João Pessoa          | Paraíba            |
| Julian Lemos               | PSL     | 71.899  | 3,61%      | Campina Grande       | Paraíba            |
| Edna Henrique              | PSDB    | 69.935  | 3,52%      | Xique-Xique          | Bahia              |
| Ruy Carneiro               | PSDB    | 61.259  | 3,08%      | Rio de Janeiro       | Rio de Janeiro     |

## Deputados estaduais eleitos
Estavam em jogo 36 cadeiras na Assembleia Legislativa da Paraíba.
| Deputados estaduais eleitos | Partido | Votação | Percentual | Cidade onde nasceu   | Unidade federativa  |
| Cida Ramos                  | PSB     | 56.048  | 2,73%      | Sapé                 | Paraíba             |
| Wallber Virgolino           | PATRI   | 48.053  | 2,34%      | Pombal               | Paraíba             |
| Adriano Galdino             | PSB     | 45.656  | 2,23%      | Campina Grande       | Paraíba             |
| Ricardo Barbosa             | PSB     | 41.201  | 2,01%      | Campina Grande       | Paraíba             |
| Estela Bezerra              | PSB     | 40.761  | 1,99%      | João Pessoa          | Paraíba             |
| Doda de Tião                | PTB     | 38.685  | 1,89%      | Campina Grande       | Paraíba             |
| Manoel Ludgério             | PSD     | 37.390  | 1,92%      | Catolé do Rocha      | Paraíba             |
| João Gonçalves              | PODE    | 35.655  | 1,74%      | João Pessoa          | Paraíba             |
| João Henrique               | PSDB    | 34.813  | 1,70%      | Monteiro             | Paraíba             |
| Edmilson Soares             | PODE    | 34.007  | 1,66%      | João Pessoa          | Paraíba             |
| Nabor Wanderley             | PRB     | 32.627  | 1,59%      | Campina Grande       | Paraíba             |
| Branco Mendes               | PODE    | 32.621  | 1,59%      | Aguiar               | Paraíba             |
| Wilson Santiago Filho       | PTB     | 31.781  | 1,55%      | João Pessoa          | Paraíba             |
| Hervázio Bezerra            | PSB     | 31.288  | 1,71%      | João Pessoa          | Paraíba             |
| Jeová Campos                | PSB     | 31.017  | 1,51%      | São José de Piranhas | Paraíba             |
| Inácio Falcão               | PCdoB   | 30.754  | 1,50%      | Campina Grande       | Paraíba             |
| Camila Toscano              | PSDB    | 30.711  | 1,50%      | João Pessoa          | Paraíba             |
| Anderson Monteiro           | PSC     | 30.646  | 1,49%      | Esperança            | Paraíba             |
| Buba Germano                | PSB     | 30.192  | 1,47%      | Frei Martinho        | Paraíba             |
| Tião Gomes                  | AVANTE  | 29.363  | 1,43%      | Pombal               | Paraíba             |
| Pollyanna Dutra             | PSB     | 28.868  | 1,41%      | Natal                | Rio Grande do Norte |
| Caio Roberto                | PR      | 28.344  | 1,38%      | Campina Grande       | Paraíba             |
| Drª. Paula                  | PP      | 27.685  | 1,35%      | São José de Piranhas | Paraíba             |
| Dr. Taciano Diniz           | AVANTE  | 27.278  | 1,33%      | Curral Velho         | Paraíba             |
| Felipe Leitão               | PATRI   | 27.117  | 1,32%      | João Pessoa          | Paraíba             |
| Genival Matias              | AVANTE  | 26.777  | 1,31%      | João Pessoa          | Paraíba             |
| Galego de Sousa             | PP      | 25.262  | 1,23%      | São Bento            | Paraíba             |
| Júnior Araújo               | AVANTE  | 24.093  | 1,17%      | Cajazeiras           | Paraíba             |
| Tovar Lima                  | PSDB    | 24.052  | 1,17%      | João Pessoa          | Paraíba             |
| Raniery Paulino             | PMDB    | 23.810  | 1,16%      | João Pessoa          | Paraíba             |
| Cabo Gilberto Silva         | PSL     | 23.273  | 1,13%      | Santa Rita           | Paraíba             |
| João Bosco Carneiro Júnior  | PPS     | 21.557  | 1,05%      | João Pessoa          | Paraíba             |
| Dr. Érico                   | PPS     | 20.327  | 0,99%      | Caruaru              | Pernambuco          |
| Moacir Rodrigues            | PSL     | 18.463  | 0,90%      | Campina Grande       | Paraíba             |
| Eduardo Carneiro            | PRTB    | 17.869  | 0,87%      | João Pessoa          | Paraíba             |
| Chió                        | REDE    | 17.437  | 0,85%      | Esperança            | Paraíba             |